# 東郷実位
東郷 実位（とうごう さねかた）は江戸時代後期の薩摩藩士。示現流剣術の師範の東郷家8代目。家格は小番。鹿児島城下の天神馬場に住んでいた。

## 生涯
明和5年（1768年）8月22日、東郷実昉の嗣子・東郷実乙と佐多休右衛門の娘との間に長男として誕生。
安永4年（1775年）、祖父・実昉の隠居を受け、父・実乙が家督相続。文化元年（1804年）、父が死去し、家督相続。同時に示現流師範も継承。
文化5年（1808年）5月16日、薬丸兼武が如水伝という流派名を称して、東郷家門人2、3人に誓書を提出させたため、問題になる。しかしながら、近思録崩れや藩の財政再建問題が重なったためか、しばらくこの問題の判決は出なかった。同年9月27日、同じ天神馬場に住んでいた尾上甚五左衛門が近思録崩れにより切腹をするが、尾上家の親族に代わり、実際の介錯を担当。
天保3年（1832年）、薬丸兼武が遠島処分となり、兼武の独立問題は決着。嘉永2年（1849年）4月25日：伊佐郡鶴田郷地頭職に就任。嘉永4年（1851年）、死去。

## 人物
東郷重利以来、東郷家としては5世代ぶりの地頭就任者となった。嗣子がなく、甥の東郷実明を養子として家督および剣術師範を継承させた。なお、嘉永元年の時点ですでに指南方は養子が引き継いでいた。。
藩主・島津斉興との関係は、斉興が示現流を皆伝していたこともあり、良好であったという。

## 宅地
『鹿児島城下絵図散歩』によると、現在の鹿児島県鹿児島市東千石町の地に「東郷藤兵衛」の宅地と添え地があり、宅地は389坪で添え地は213坪であった。なお、この宅地は先祖の東郷実満以来のものである。